# Colleret
Colleret – miejscowość i gmina we Francji, w regionie Hauts-de-France, w departamencie Nord.
Według danych na rok 1990 gminę zamieszkiwało 1721 osób, a gęstość zaludnienia wynosiła 92 osób/km² (wśród 1549 gmin regionu Nord-Pas-de-Calais Colleret plasuje się na 400. miejscu pod względem liczby ludności, natomiast pod względem powierzchni na miejscu 70.).